# ناوكي مايدا (لاعب كرة قدم مواليد 1996)
ناوكي مايدا (باليابانية: 前田 尚輝) (11 يونيو 1996 في كاناغاوا في اليابان – )؛ هو لاعب كرة قدم ياباني سابق كان يلعب كلاعب وسط.

## وصلات خارجية
- ناوكي مايدا (1996) على موقع رابطة كرة القدم اليابانية للمحترفين (اليابانية)
- ناوكي مايدا (1996) على موقع قاعدة بيانات كرة القدم.إي يو (الإنجليزية)
- ناوكي مايدا (1996) على موقع Soccerway.com (الإنجليزية)
- ناوكي مايدا (1996) على موقع عالم كرة القدم.نت (الإنجليزية)